# 阿遮院
阿遮院（あしゃいん）は、東京都荒川区にある真言宗豊山派の寺院。

## 概要
古くからの寺の古文書は失われているため、創建年代は不明である。ただ尾久地区では最古の寺院といわれている。
本尊の阿遮羅明王は奈良時代の僧良弁作といわれているが、実際は室町時代のものと推定されている。

## 交通アクセス
- 東尾久三丁目停留場より徒歩3分（経路案内）。

## 関連文献
- 「下尾久村 阿遮院」『新編武蔵風土記稿』 巻ノ14豊島郡ノ6、内務省地理局、1884年6月。NDLJP:763977/62。